# Lista de judeus sobreviventes do Holocausto
Esta é uma lista de sobreviventes do Holocausto que adquiriram notabilidade antes ou após este evento. Sendo uma lista incompleta, não pretende estimar o número de sobreviventes, judeus ou não do Holocausto.

## Sobreviventes residentes no Brasil
(por ordem alfabética de sobrenome)
- Ben Abraham (1924-2015), polonês naturalizado brasileiro. Foi presidente da Associação Brasileira dos Sobreviventes do Nazismo e participou da série da TV Cultura Nos Campos do Holocausto.[1][2]
- Pola Berenstein[3] (1941-2017), moldávia.
- Henrietta Braun,[4] polonesa.
- Miriam Brik (1932-2018), ucraniana. Foi esposa de Ben Abraham e autora do livro "Relatos de Uma Vida".[5]
- František Egert
- Louis Frankenberg, holandês, autor do livro "Cinco Vezes Vivo" (2022)[6].
- Julio Gartner (1924-2018), polonês naturalizado brasileiro, passou por cinco campos de concentração, se casou e trabalhou com tecelagem.[7]
- Gabriella Schwartz Heilbraun, de Satu Mare, Romênia. Sua história inspirou o livro "A tenda branca"[8].
- Vladimir Herzog (1937-1975), jornalista, professor e dramaturgo iugoslavo naturalizado brasileiro.
- Samuel Klein (1923-2014), polonês naturalizado brasileiro e fundador da Casas Bahia.
- Nanette Blitz Konig[9], escritora e palestrante holandesa, conhecida pela amizade com Anne Frank.
- Aleksander Henryk Laks[10] (1926-2015), escritor e palestrante polonês.
- Peter Renyi (1924-2022), húngaro naturalizado brasileiro. Cedeu entrevista para um documentário de Paz Greemland em 2017.[11]
- Paulo Rónai (1907-1992), escritor, tradutor, revisor, crítico e professor húngaro.
- Salomon Smolianoff, um dos falsificadores retratados no filme Os Falsários.
- Andor Stern[12], único brasileiro nato sobrevivente do Holocausto vivo em 2018[13].
- Michael Stivelman[14]
- Joshua Strul, romeno naturalizado brasileiro desde 1956. Cedeu entrevistas para a National Geographic.[15]
- Naftaly Sztajnberg[16]
- Thomas Venetier[17]
- Arie Yaari

## Sobreviventes residentes em outros países
(por ordem alfabética de sobrenome)
- Eva Schloss (1929), autora do livro "Depois de Auschwitz", filha de Elfriede Geiringer.
- Elfriede Geiringer (1905-1998), foi casada com Erich Geiringer e teve dois filhos, Heinz Geiringer e Eva Schloss. Seu esposo e filho foram mortos em campos de concentração. Ela e sua filha sobreviveram, depois de 8 anos se casou com Otto Frank (pai de Anne Frank).
- Leo Baeck (1873-1956), rabino e líder do judaísmo reformista[18][19]
- Léon Blum (1872-1950), líder político, três vezes eleito primeiro ministro da França
- Paul Celan (1920-1970), poeta romeno, radicado na França
- Yehiel De-Nur (1909-2001), escritor polonês
- Otto H. Frank (1889-1980), banqueiro e pai de Anne Frank
- Frankl, Viktor E., médico psiquiatra austríaco
- Ludwig Guttmann (1899-1980), neurologista alemão, nacionalizado britânico
- Imre Kertész (1929-2016), escritor húngaro
- Tom Lantos (1928-2008), político norte-americano, nascido na Hungria
- Primo Levi (1919-1987), químico e autor italiano
- Elka de Levie (1904-1979), ginasta holandesa, medalhista de ouro nas Jogos Olímpicos de Verão de 1928, em Amsterdã
- Liviu Librescu (1930-2007), matemático romeno, naturalizado norte-americano e israelense, morto no massacre de Virginia Tech
- Arno Lustiger (1924-2012), historiador e autor alemão
- Poldek Pfefferberg (1913-2001), inspirou Thomas Keneally a escrever livro que serviu de base para o filme A Lista de Schindler.
- Roman Polanski (1933), cineasta franco-polonês
- Vladek Spiegelman, cuja biografia foi desenhada por seu filho em Maus
- Itzhak Stern (1901-1969), contador de Oskar Schindler
- Władysław Szpilman (1911-2000), pianista polonês, em cujas memórias foi baseado o filme O Pianista
- Elie Wiesel (1928), autor e ativista político romeno, naturalizado norte-americano, ganhador do Prêmio Nobel da Paz em 1986
- Simon Wiesenthal (1908-2005), austríaco, criador do Centro Simon Wiesenthal de documentação sobre o Holocausto

## Indivíduos cujos pais ou ancestrais foram sobreviventes do Holocausto
- Yuri Averbach, enxadrista russo.
- David Draiman, músico norte-americano, vocalista da banda Disturbed.
- Norman Finkelstein, cientista político norte-americano.
- Diane von Fürstenberg, economista e estilista norte-americana, nascida na Bélgica.
- Sérgio Groissman, apresentador de televisão brasileiro.
- Mia Kirshner, atriz canadense.
- Mila Kunis, atriz norte-americana, nascida na Ucrânia.
- Michel Laub, escritor brasileiro.
- Mélanie Laurent, atriz francesa.
- Shia LaBeouf, ator norte-americano.
- Daniel Libeskind, arquiteto norte-americano, nascido na Polônia.
- Gila Lustiger, escritora alemã.
- Natalie Portman, atriz norte-americana, nascida em Israel.
- Gene Simmons, vocalista, baixista e fundador da banda de hard rock Kiss.
- Art Spiegelman, escritor de histórias em quadrinhos sueco.
- Shlomo Artzi, cantor e compositor israelense.